# Eduard Gufeld
Eduard Gufeld, ros. Эдуард Ефимович Гуфельд (ur. 19 marca 1936 w Kijowie, zm. 23 września 2002 w Los Angeles) – ukraiński szachista, arcymistrz od 1967 roku.

## Kariera szachowa
Pierwszy szachowy turniej rozegrał w 1953 roku. W latach 1959–1972 ośmiokrotnie zakwalifikował się do finałów mistrzostw Związku Radzieckiego, które w ówczesnym okresie były jednymi z najsilniej obsadzonych turniejów na świecie. Najlepszy wynik w mistrzostwach ZSRR osiągnął w Leningradzie w roku 1963, zajmując VII miejsce. Zwyciężył bądź podzielił I miejsca m.in. w Gori (1971), Tbilisi (1971, 1974, 1980), Hawanie (1985) i Wellington (1988).
Poza grą w turniejach zajmował się również szkoleniem, dziennikarstwem oraz szachową publicystyką (wydał ponad 100 szachowych książek). Przez wiele lat mieszkał w Tbilisi i był trenerem wieloletniej mistrzyni świata Mai Cziburdanidze. Był również trenerem radzieckiej drużyny kobiecej na kilku szachowych olimpiadach. Po upadku Związku Radzieckiego wyemigrował do Stanów Zjednoczonych. Zmarł w wieku 66 lat na udar mózgu w Cedars-Sinai Medical Center w Los Angeles.
Najwyższy ranking w karierze osiągnął 1 stycznia 1977, z wynikiem 2570 punktów zajmował wówczas 22. miejsce na światowej liście FIDE, jednocześnie zajmując 12. miejsce wśród radzieckich szachistów.

## Wybrane publikacje
- Chess: The Search for Mona Lisa, ISBN 0-7134-8477-2.
- Leonid Stein: Master of Risk Strategy, ISBN 0-938650-54-8.
- Chess Strategy, ISBN 0-7134-8775-5.
- My Life in Chess, ISBN 1-879479-21-4.